# Zog I di Albania
Ahmet Lekë Bej Zog (Castello di Burgajet, 8 ottobre 1895 – Suresnes, 9 aprile 1961) è stato un politico e militare albanese, primo ministro del Principato d'Albania (1922-1924), presidente della Repubblica albanese (1925-1928) e infine sovrano del Regno d'Albania (1928-1939) come Zog I Scanderbeg.

## Biografia

### Infanzia ed educazione
Ahmet Zogu nacque nel castello di Burgajet nei pressi di Burrel, nell'attuale distretto di Mat nel nord-est dell'Albania, all'epoca sotto il dominio dell'Impero ottomano, da Xhemal Pasha Zogolli, un bajrak musulmano ("capo tribù di montagna") e da Sadije Toptani. Il cognome Zogolli, in cui vi è il suffisso turco -olli (-oglu), che significa "figlio di", fu cambiato da Ahmet in Zogu, che in lingua albanese significa "uccello". La sua famiglia, che sosteneva di discendere dal casato degli Skanderbeg tramite i Toptani, era di nobiltà tribale, ma anche feudale (beylik), con feudo sulla provincia di Mat.
Gli Zogolli erano stati tra i primi nuclei a convertirsi all'Islam, durante l'occupazione turca, ottenendo il titolo di pascià quasi ereditario, a partire dal XVII secolo, e su questo fondando il loro potere. Ahmet Zogolli fu il primo del suo clan destinato a una carriera politica esterna ai confini del Mat. Inizialmente frequentò l'accademia militare del Liceo imperiale di Galatasaray a Costantinopoli, ma in seguito alla prima guerra balcanica del 1912, che aveva dato una precaria indipendenza al Paese, sotto l'influenza dell'Impero asburgico, si trasferì nell'Imperial regio esercito austro-ungarico, divenendone colonnello. La dissoluzione dell'Impero asburgico, causata dalla sconfitta nella prima guerra mondiale, costrinse Ahmed al rientro in famiglia, nel 1919, dopo essersi fermato per qualche mese a Roma.
In effetti, dopo la morte del padre avvenuta nel 1911, egli era stato preferito, per motivi sconosciuti, al primogenito Xhelal Zogu e nominato bey (parola tatara-turca che significa principe, comandante militare, signore feudale) di Mat e capo del clan Gheg, anche se le sorti della famiglia e della cittadina erano state rette dalle tre sorelle maggiori, che ebbero un'importanza fondamentale nella vita del futuro re Zog.

### Esordi politici
Il trattato di Londra del 1913 aveva imposto un regime democratico all'indipendente Albania e a Zogolli fu sufficiente candidarsi nel proprio circondario per divenire deputato e fare una rapida carriera, sostenuto dai colleghi latifondisti bey, ma anche da famiglie nobili del nord, insieme con mercanti, industriali e intellettuali, per i quali lo status di ex-ufficiale dell'esercito austro-ungarico offriva garanzia di cultura e competenza. A meno di trent'anni Zogolli divenne ministro dell'interno e si servì dei poteri della carica per allargare la cerchia degli amici e perseguitare quella dei nemici, i quali tentarono di assassinarlo, nel 1923, quando fu ferito da un colpo d'arma da fuoco in Parlamento.
Oltre che ministro dell'interno da marzo a novembre del 1920, dal 1921 al 1924 e nel 1925, Zogolli fu anche primo ministro dal 1922 al 1924, ministro della guerra nel 1925, generale e comandante in capo delle forze armate albanesi dal 1921 al 1922 e governatore di Scutari dal 1920 al 1921.
Una rivolta promossa da forze di sinistra e guidata da monsignor Fan Noli, fondatore della Chiesa ortodossa albanese, costrinse Zogolli all'esilio nel giugno del 1924. Il governo Noli non ricevette l'appoggio, oltre alle dichiarazioni di facciata, né della Francia, né dell'Italia. Mussolini, anzi, finanziò segretamente il ritorno di Zogolli in Albania, anche favorito dai tradizionalisti musulmani e dall'intervento di reparti dell'esercito zarista, riparati in Jugoslavia in seguito alla Rivoluzione d'ottobre.

### Presidente dell'Albania
Zog fu eletto ufficialmente alla carica di presidente della giovane repubblica albanese dall'Assemblea Costituente il 21 gennaio 1925, entrando nella pienezza dei poteri il successivo 1º febbraio. Il governo di Zog seguì i modelli europei, sebbene una gran parte dell'Albania mantenesse ancora una struttura sociale immutata dai tempi del dominio ottomano e la maggior parte dei villaggi fossero servitù dei bey. Musulmano egli stesso, Zog introdusse riforme che proibirono i veli e posero divieti contro le crudeltà verso gli animali. Il principale alleato di Zog durante questo periodo fu l'Italia, che prestò al suo governo fondi in cambio di un maggior coinvolgimento nella gestione della fiscalità albanese. Durante la presidenza di Zog, la servitù fu gradualmente eliminata e l'Albania cominciò a emergere come una nazione, piuttosto che come un aggregato feudale di bey locali, per la prima volta dalla morte di Scanderbeg.

### Problemi con l'Italia
Il crescente potere dell'Italia in Albania era evidente a tutti. Gli italiani costrinsero Zog a non rinnovare il Trattato di Tirana del 1926, sebbene Zog mantenesse ancora ufficiali inglesi nella Gendarmeria come contrappeso agli italiani, i quali gli avevano fatto pressioni per allontanarli. Nel 1932 e nel 1933 l'Albania non fu in grado di pagare gli interessi dei debiti contratti con la Società per lo Sviluppo Economico dell'Albania: gli italiani usarono ciò come pretesto per ulteriori intromissioni.
Essi chiesero che Tirana nominasse degli italiani a capo della Gendarmeria, si legasse all'Italia con un'unione doganale e conferisse al Regno d'Italia il controllo dei monopoli albanesi dello zucchero, dei telegrafi e dell'elettricità. Infine, fu richiesto che il governo albanese disponesse l'insegnamento della lingua italiana in tutte le scuole albanesi, una richiesta che fu prontamente rigettata da Zog. Come sfida alle richieste italiane, ordinò che le spese nazionali fossero tagliate del 30%, allontanò tutti i consiglieri militari italiani e nazionalizzò le scuole cattoliche, gestite da italiani, nel nord del paese, per diminuire l'influenza italiana sulla popolazione albanese.

### Re d'Albania

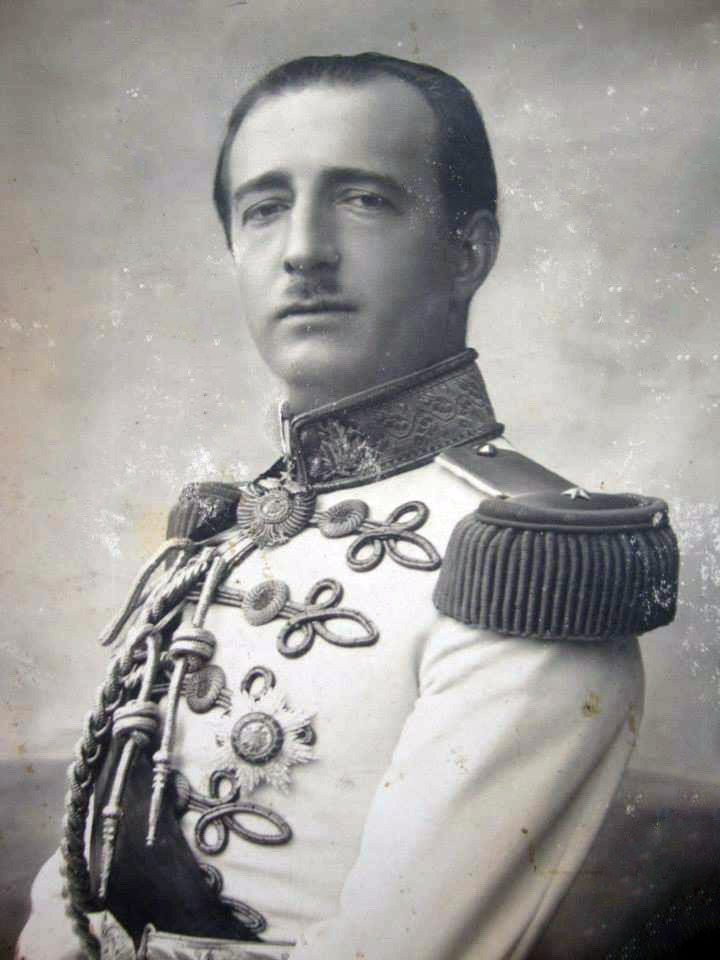
Zog I, re d'Albania, in divisa

Zog si proclamò Re degli Albanesi (Mbret i Shqiptarëve in lingua albanese) il 1º settembre 1928 e istituì una monarchia costituzionale, il regno albanese, simile a quella allora presente in Italia. Egli creò una forte polizia, inventò un "saluto zoghista" (mano piatta sul cuore con il palmo rivolto in basso) e sostenne di essere un successore di Giorgio Castriota Scanderbeg. Zog ammassò monete d'oro e pietre preziose, che furono usate per sostenere la prima moneta cartacea d'Albania; le sue spese personali si aggiravano sul 2% del bilancio nazionale. Era praticamente ignorato dagli altri monarchi europei.
La vita quotidiana a Tirana era di solito molto noiosa per l'assenza di locali notturni e di teatri; così il re passava il suo tempo libero giocando a poker. Il re era inoltre un forte fumatore di sigarette profumate (ne fumava ogni giorno circa centocinquanta). La madre di Zog, Sadijé, fu dichiarata "Regina Madre degli Albanesi" e Zog diede anche a suo fratello e alle sorelle lo status regale di Principe e Principesse Zogu. Una delle sorelle, la principessa Senije Zogu (1908-1969), si sposò con il principe Shehzade Mehmed Abid Efendi di Turchia, un figlio del sultano Abdul Hamid II e di Saliha Naciye Kadın.

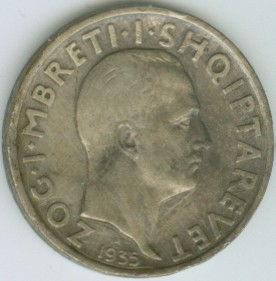
Moneta da 1 frang raffigurante Zog d'Albania

Zog si fece inoltre nominare Feldmaresciallo del Reale Esercito di Albania. Zog tentò di consolidare la legittimazione del regime governando come un monarca costituzionale. La costituzione del regno proibiva che qualsiasi principe della casa reale diventasse primo ministro o membro del governo e conteneva disposizioni riguardo alla potenziale estinzione della famiglia reale. Per ironia, alla luce dei successivi eventi, la costituzione proibiva anche l'unione del trono di Albania con quello di un altro paese. Sotto la costituzione zogiana, il re degli Albanesi, come il re dei Belgi, esercitava i poteri regali solo dopo aver prestato giuramento di fronte al Parlamento.
Durante il regno di Zog, l'esercito albanese rappresentò uno dei problemi maggiori a causa dei costi del suo ammodernamento.
Il regime di Zog portò stabilità in Albania e il re istituì un sistema di istruzione nazionale. La dipendenza fiscale dell'Albania dall'Italia continuò a crescere in un periodo in cui il dittatore italiano Mussolini stava estendendo la sua sfera di influenza nei Balcani e esercitava un controllo crescente sulle finanze e sull'esercito albanesi. Durante la Grande depressione dei primi anni 1930, il governo di Zog divenne quasi totalmente dipendente da Mussolini. Si dovette importare il grano dall'estero e molti albanesi emigrarono.
Nell'aprile 1938 Zog sposò la contessa Géraldine Apponyi de Nagyappony, una cattolica che era metà ungherese e metà statunitense: il loro unico figlio, il principe Leka Zogu, nacque il 5 aprile 1939. Due giorni dopo, il 7 aprile 1939, le truppe italiane entrarono in Albania. L'Albania entrò nell'orbita italiana, pur mantenendo un governo autonomo, e Vittorio Emanuele III assunse il titolo di Re d'Albania. Zog e la sua famiglia si rifugiarono in esilio in Grecia, Turchia, Gran Bretagna, Egitto, e infine in Francia.

### I pericoli per Zog durante il suo regno

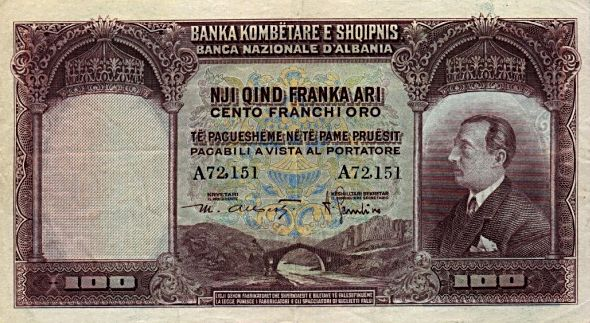
Zog I d'Albania raffigurato in una banconota

Gli albanesi, al tempo del suo regno, erano ancora legati alle vendette sanguinose, previste dal codice di diritto consuetudinario tradizionale (il Kanun). Il primo degli errori di Zog fu di rompere bruscamente il fidanzamento con la figlia di Shefqet bey Verlaci, subito dopo la sua incoronazione. Secondo il costume prevalente, Verlaci aveva, come risposta, il diritto di uccidere Zog. Il re si fece più di qualche nemico e spesso si circondava di guardie del corpo, evitando le apparizioni pubbliche. Nel 1931 Zog visitò Vienna e lì sopravvisse a un tentativo di assassinio mentre lasciava il teatro dopo una rappresentazione dei Pagliacci. Era anche molto timoroso di poter essere avvelenato e così sua madre si assunse la supervisione delle cucine reali per impedirlo.

### Esilio e morte
Dopo aver lasciato l'Albania, Zog visse in esilio come un esponente del jet set in diverse nazioni. Nel 1951 comprò la residenza Knollwood a Muttentown, Long Island (New York), per 102.800 dollari, anche se alcune voci sostengono che l'avesse comprata con un secchio di diamanti e rubini. La residenza veniva descritta simile a un castello e aveva sessanta stanze. Zog voleva che Knollwood fosse il suo regno in esilio, con un'organizzazione costituita da albanesi fedeli.
Tuttavia Zog non andò mai ad abitare nel palazzo, anche se una leggenda locale afferma che egli nascose il suo tesoro nelle sue pareti: questo è improbabile, poiché egli non possedeva nessun grande tesoro da nascondere. Zog vendette la residenza nel 1955.
I danni vandalici avvenuti in sua assenza, presumibilmente da persone che cercavano il fantomatico tesoro, ammontarono a 8.000 dollari. Il palazzo fu ulteriormente vandalizzato e alcune sue parti dovettero essere abbattute. Quando Zog arrivò in America, avrebbe voluto portare con sé la sua intera corte reale di 115 membri; tuttavia le autorità per l'immigrazione consentirono l'ingresso a 20 persone soltanto. Zog cercò senza successo di corrompere il Senato americano per permettere alle rimanenti persone di raggiungerlo. Zog decise infine di stabilirsi in Costa Azzurra, in Francia. Qui visse in ristrettezze economiche e senza servitù. Morì in Francia, in un ospedale di Suresnes, il 9 aprile 1961. Fu sepolto al cimitero parigino di Thiais fino al 2012, quando i suoi resti furono trasferiti in Albania e tumulati nel ricostruito Mausoleo della famiglia reale albanese a Tirana.

## Eredità
Durante la seconda guerra mondiale la resistenza realista nell'Albania del nord ebbe decisamente scarso successo, unendosi in seguito agli insorti partigiani comunisti o al Balli Kombëtar, mentre la classe dirigente albanese decise per lo più di collaborare con gli italiani e i tedeschi.
Dall'esilio Zog tentò di reclamare i suoi diritti sul trono d'Albania, ma essa era finita irreversibilmente nella sfera d'influenza sovietica e si instaurò un governo comunista guidato da Enver Hoxha che rimase al potere per 40 anni. La Repubblica popolare fu proclamata l'11 gennaio 1946, ma Zog continuò a reclamare diritti al trono. Nel 1997, molto dopo il collasso dell'Unione Sovietica e il crollo del regime comunista in Albania, il figlio di Zog, Leka Zogu (che dal 1961 si era autoproclamato Leka I, Re degli Albanesi), ritornò in patria e avanzò pretese sul trono.
A riguardo della restaurazione della monarchia si tenne un referendum il 29 giugno del 1997, promosso dal Partito Democratico guidato da Sali Berisha. Il referendum diede il 66,7% dei voti a favore del governo repubblicano, ma Leka affermò che il voto era frutto di brogli. Nel 2000 una strada di Tirana è stata dedicata a re Zog.

## Onorificenze

Il monogramma reale di Zog

## Ascendenza
|                   |                   |                      | Genitori      |  |  | Nonni             |  |  | Bisnonni          |  |
|                   |                   |                      |               |  |  | Xhelal Pasha Zogu |  |  | Mahmud Pasha Zogu |  |
|                   |                   |                      |               |  |  | Xhelal Pasha Zogu |  |  | Mahmud Pasha Zogu |  |
|                   |                   | …                    |               |  |  | Xhelal Pasha Zogu |  |  |                   |  |
| Xhemal Pasha Zogu |                   |                      |               |  |  | Xhelal Pasha Zogu |  |  |                   |  |
|                   |                   | Ruhije Alltuni       | Kapllan Pasha |  |  |                   |  |  |                   |  |
|                   |                   | Ruhije Alltuni       | Kapllan Pasha |  |  |                   |  |  |                   |  |
|                   |                   | Ruhije Alltuni       | …             |  |  |                   |  |  |                   |  |
| Zog I d'Albania   |                   | Ruhije Alltuni       |               |  |  |                   |  |  |                   |  |
|                   | Salah Bey Toptani | …                    |               |  |  |                   |  |  |                   |  |
|                   | Salah Bey Toptani | …                    |               |  |  |                   |  |  |                   |  |
|                   | Salah Bey Toptani | …                    |               |  |  |                   |  |  |                   |  |
| Sadije Toptani    | Salah Bey Toptani |                      |               |  |  |                   |  |  |                   |  |
|                   |                   | Annije Hanem Toptani | …             |  |  |                   |  |  |                   |  |
|                   |                   | Annije Hanem Toptani | …             |  |  |                   |  |  |                   |  |
|                   |                   | Annije Hanem Toptani | …             |  |  |                   |  |  |                   |  |
|                   |                   | Annije Hanem Toptani |               |  |  |                   |  |  |                   |  |